# Máchova cesta

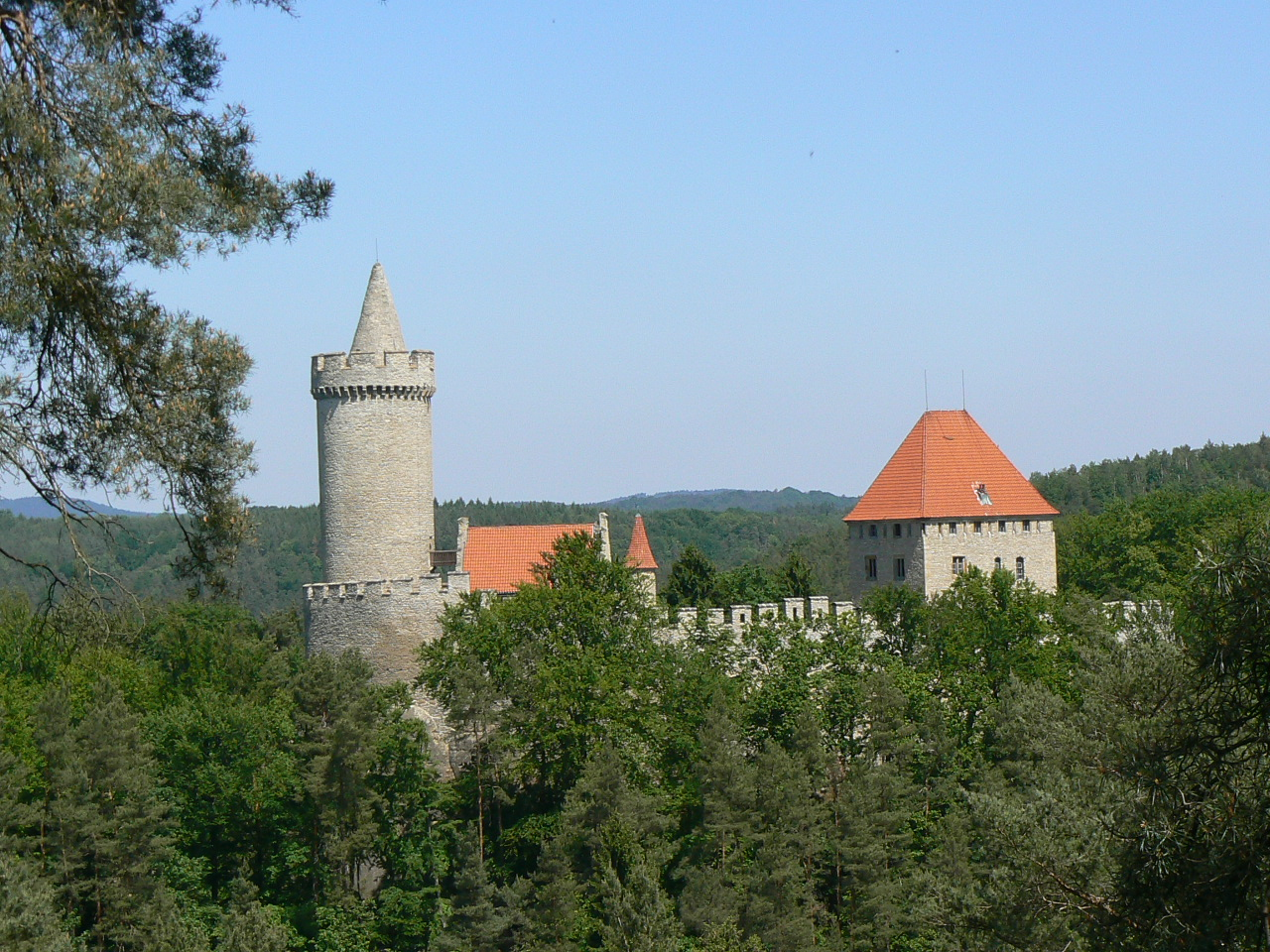
Hrad Kokořín na konci původní trasy

 Máchova cesta je část červeně vyznačené mezinárodní trasy E10, původně samostatný úsek určený pro pěší turistiku v úseku od Mělník přes Kokořínsko až k hradu Bezděz a městečku Doksy na břehu (později po něm pojmenovaného) Máchova jezera. 

## Jméno Máchovo
Jméno trasa převzala od básníka Karla Hynka Máchy, který tudy několikrát šel. Je známa jeho pěšky vykonaná cesta v roce 1832 s přítelem Eduardem Hindlem z Prahy přes Mělník, Kokořín na Housku až do Doks, kde jeho přítel pracoval. Rok poté tudy šel znovu na hrad Bezděz, a dál pokračoval do Krkonoš. Neměl problém denně urazit 50-60 km. I tamní krajina převzala jeho jméno, nazývá se Máchův kraj a Máchovo jezero. V roce 1835 byl znovu na Kokoříně. 
K. H. Mácha do Kokořínského dolu situoval děj své povídky Cikáni a pobyt na Bezdězu jej inspiroval k napsání povídky Večer na Bezdězu.

## Trasa

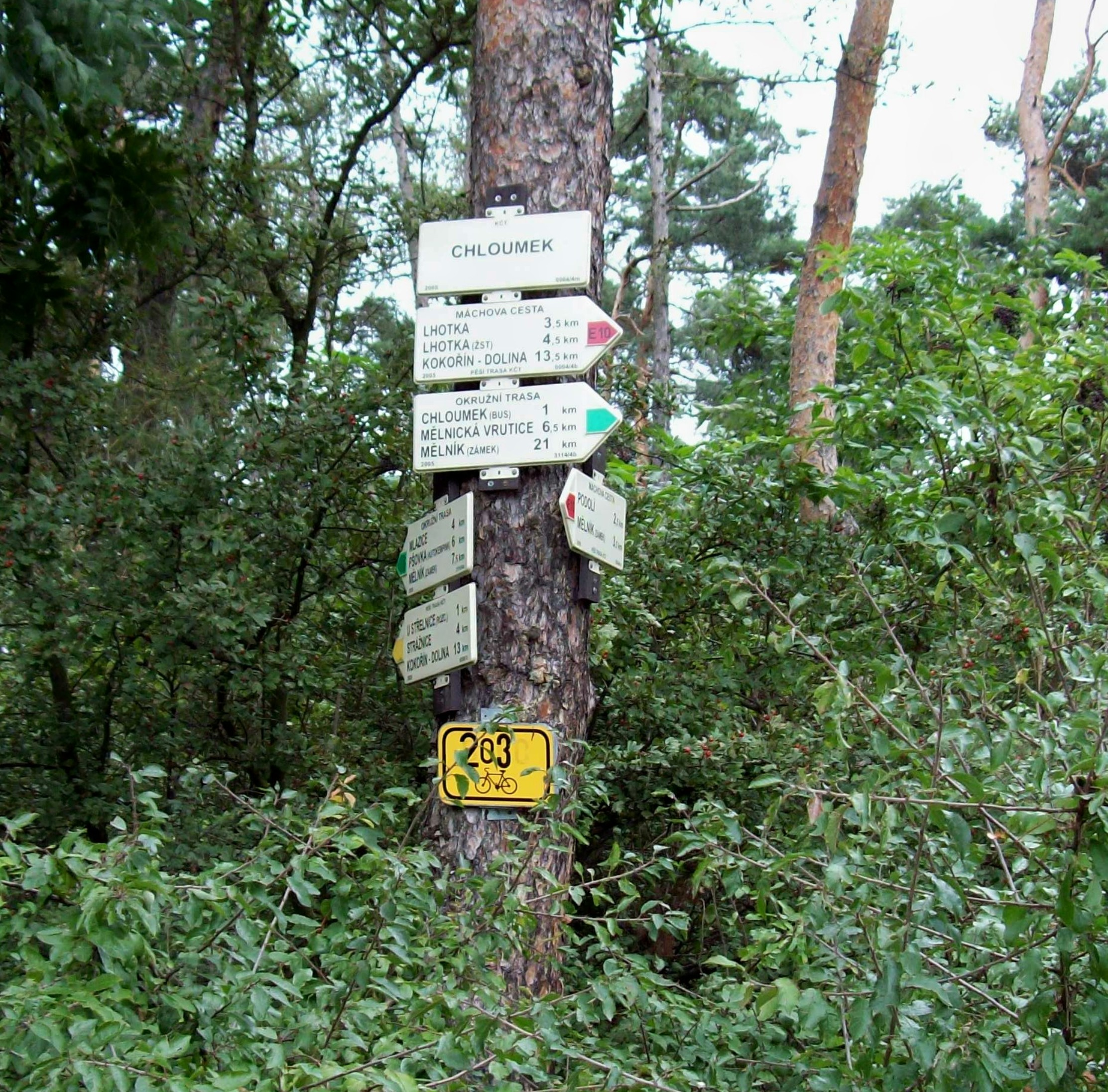
Rozcestník na Chloumku

Cesta nesoucí Máchovo jméno začínala poblíž zámku na Mělníce jako červená, odkud sestoupila přes Chloumek (3 km) a dále k Lhotce (5,5 km). Zde začíná úsek s pískovcovými skalami přes mlýny Štampach a Kroužek (10,5 km) na potoce Pšovka, Harasovskou tůň (či jezero), Krvomlýn, jižní část Kokořínského dolu k hradu Kokořín. Celý tento úsek měřil 22 km a patří dnes do okresu Mělník v Středočeském kraji. Na něj navazuje pokračování přes Housku, Bezděz a do Doks. Celková délka Máchovy cesty je zhruba 50 km.

## Značení KČT
Trasa je v úseku od Mělníka k hradu Houska vyznačena pod číslem 0004 a od Housky do Doks pod číslem 0345. Nyní je Máchova cesta součástí postupně budované evropské dálkové trasy E10, která prochází Evropou od severu přes Českou republiku na jih přes Šumavu. Trasa je doplňována cedulkami KČT z vyznačením E10 a přidaným označením Máchova cesta.

## Souřadnice trasy
- Začátek trasy na Mělníku: 50°21′6″ s. š., 14°28′32″ v. d.
- Konec trasy v Doksech: 50°33′56″ s. š., 14°39′18″ v. d.